# Paul A. Bloomquist

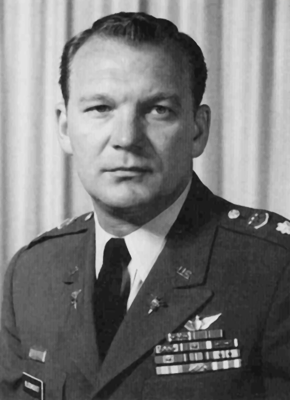
Bloomquist im Jahre 1966

Paul A. Bloomquist (* 30. Oktober 1932; † 11. Mai 1972 in Frankfurt am Main) war ein US-amerikanischer Lieutenant Colonel und das erste Todesopfer eines Bombenanschlages der linksextremistischen Terrororganisation Rote Armee Fraktion (RAF).

## Leben
Bloomquist stammte aus Salt Lake City. Er hatte im Vietnamkrieg 1964/1965 als Major die 57th Med. Det., eine Helikopter-Ambulanz-Einheit der United States Army mit Hauptquartier in Saigon, befehligt und war hierbei 1964 als „Army Aviator of the Year“ ausgezeichnet worden. 1968/1969 diente er wieder in Vietnam, diesmal in der 498. Medizinischen Kompanie. Er wurde dreimal mit dem Purple Heart, viermal mit dem Distinguished Flying Cross und 37-mal mit der Air Medal ausgezeichnet. Auf seinen Dienst in Vietnam folgte der Einsatz als Bataillonskommandeur in der Bundesrepublik Deutschland.
Bei einem Terroranschlag des Kommando Petra Schelm der RAF am 11. Mai 1972 auf das US-Hauptquartier des V. Corps der US-Armee im I.G.-Farben-Haus in Frankfurt am Main mit drei Bomben kam der zweifache Familienvater ums Leben. Weitere 13 Personen wurden bei dem Anschlag verletzt. Der Anschlag war Teil einer Serie von Terroranschlägen („Maioffensive“). In dem Bekennerschreiben wurde auf den Vietnamkrieg Bezug genommen. Nach seinem Tod wurde ihm der Spitzname Big Ugly Bear zugeschrieben, was aber Ergebnis eines spontanen Streichs seiner Kameraden gegenüber einem Journalisten des Time Magazine war.
Ihm zu Ehren wurde das Quartier der 68th Medical Group in „Camp Paul Bloomquist“ umbenannt.